# Lista przewodniczących Dáil Éireann

## Chronologiczna lista Ceann Comhairle
| #   | Imię i Nazwisko                   | Portret | Kadencja             | Kadencja             | Partia polityczna | Partia polityczna      |
| #   | Imię i Nazwisko                   | Portret | Od                   | Do                   | Partia polityczna | Partia polityczna      |
| --- | --------------------------------- | ------- | -------------------- | -------------------- | ----------------- | ---------------------- |
| 1   | Cathal Brugha (1874–1922)         |         | 21 stycznia 1919     | 22 stycznia 1919     |                   | Sinn Féin              |
| 2   | George Noble Plunkett (1851–1948) |         | 22 stycznia 1919     | 22 stycznia 1919     |                   | Sinn Féin              |
| 3   | Seán T. O’Kelly (1882–1966)       |         | 22 stycznia 1919     | 16 sierpnia 1921     |                   | Sinn Féin              |
| 4   | Eoin MacNeill (1867–1945)         |         | 16 sierpnia 1921     | 9 września 1922      |                   | Sinn Féin (traktatowa) |
| 5   | Michael Hayes (1889–1976)         |         | 9 września 1922      | 9 marca 1932         |                   | Cumann na nGaedhael    |
| 6   | Frank Fahy (1879–1953)            |         | 9 marca 1932         | 13 czerwca 1951      |                   | Fianna Fáil            |
| 7   | Patrick Hogan (1885–1969)         |         | 13 czerwca 1951      | 14 listopada 1967    |                   | Partia Pracy           |
| 8   | Cormac Breslin (1902–1978)        |         | 14 listopada 1967    | 14 marca 1973        |                   | Fianna Fáil            |
| 9   | Seán Treacy (1923–2018)           |         | 14 marca 1973        | 5 lipca 1977         |                   | Partia Pracy           |
| 10  | Joseph Brennan (1913–1980)        |         | 5 lipca 1977         | 13 lipca 1980†       |                   | Fianna Fáil            |
| 11  | Pádraig Faulkner (1918–2012)      |         | 15 października 1980 | 30 czerwca 1981      |                   | Fianna Fáil            |
| 12  | John O’Connell (1927–2013)        |         | 30 czerwca 1981      | 14 grudnia 1982      |                   | Bezpartyjny            |
| 13  | Tom Fitzpatrick (1918–2006)       |         | 14 grudnia 1982      | 10 marca 1987        |                   | Fine Gael              |
| (9) | Seán Treacy (1923–2018)           |         | 10 marca 1987        | 26 czerwca 1997      |                   | Bezpartyjny            |
| 14  | Séamus Pattison (1936–2018)       |         | 26 czerwca 1997      | 6 czerwca 2002       |                   | Partia Pracy           |
| 15  | Rory O’Hanlon (1934–)             |         | 6 czerwca 2002       | 14 czerwca 2007      |                   | Fianna Fáil            |
| 16  | John O’Donoghue (1956–)           |         | 14 czerwca 2007      | 13 października 2009 |                   | Fianna Fáil            |
| 17  | Séamus Kirk (1945–)               |         | 13 października 2009 | 9 marca 2011         |                   | Fianna Fáil            |
| 18  | Seán Barrett (1944–)              |         | 9 marca 2011         | 10 marca 2016        |                   | Fine Gael              |
| 19  | Seán Ó Fearghaíl (1960–)          |         | 10 marca 2016        | 18 grudnia 2024      |                   | Fianna Fáil            |
| 20  | Verona Murphy (1971–)             |         | 18 grudnia 2024      | nadal                |                   | Bezpartyjna            |